# Sceloporus lemosespinali
Sceloporus lemosespinali (колюча ігуана Лемос-Еспіналя) — вид ігуаноподібних ящірок родини фриносомових (Phrynosomatidae). Ендемік Мексики. Вид названий на честь мексиканського герпетолога Хуліо Альберто Лемос-Еспіналя.

## Поширення і екологія
Колючі ігуани Лемос-Еспіналя мешкають в горах Західної Сьєрра-Мадре в Чіуауа, на сході Сонори і Сіналоа та в Дуранго. Вони живуть в ялівцевих, дубових, соснових і сосново-дубових лісах і рідколіссях, де трапляються на деревах та серед повалених стовбурів і пнів. Зустрічаються на висоті від 1800 до 2500 м над рівнем моря.